# Cercal
Cercal è una ex freguesia del Portogallo nel comune di Ourém. Ha una superficie di 8,06 km² e una popolazione di 784 abitanti (2011), è una delle freguesia meno popolate del Portogallo.
È la freguesia di creazione più recente nel comune, avendo ottenuto l'autonomia nel 1984. La freguesia è divisa in tre quartieri: Vales, Niho d'Aguia e Matos.

## Storia
I primi insediamenti umani in queste terre risalgono all'epoca romana, come testimoniano i resti di una stazione romana nelle terre di Abelheira. Il quartiere di Niho de Aguia è ricco di storia: la sua cappella venne costruita nel 1639 e modificata dagli invasori francesi. Nel 1868 venne restaurata. Cercal ha, come altre freguesias di Ourém, un grande belvedere, il Cabeço dos Obidos.